# نشان تقدیر
نشان تقدیر (انگلیسی: Commendation Medal) یا مدال تقدیر یک نشان نظامی سطح متوسط ایالات متحده آمریکا است که به پاس اعمال قهرمانانه یا خدمات شایسته اهدا می‌شود. هر شاخه از نیروهای مسلح ایالات متحده نسخه مخصوص به خود از نشان تقدیر را صادر می‌کند و نسخه پنجم آن برای اعمال خدمت نظامی مشترک که تحت نظر وزارت دفاع انجام می‌شود، موجود است.
مدال تقدیر در ابتدا فقط یک نوار خدمت بود و اولین بار در سال ۱۹۴۳ توسط نیروی دریایی ایالات متحده و گارد ساحلی ایالات متحده اعطا شد. پس از آن در سال ۱۹۴۵ روبان تقدیر نیروی زمینی ایالات متحده و در سال ۱۹۴۹ روبان‌های تقدیر نیروی دریایی ایالات متحده، گارد ساحلی و نیروی زمینی به «روبان تقدیر با آویز فلزی» تغییر نام دادند. تا سال ۱۹۶۰ روبان‌های تقدیر به عنوان مدال‌های کامل مجاز شدند و متعاقباً به عنوان نشان‌های تقدیر شناخته شدند.
جوایز اضافی مدال‌های تقدیر نیروی زمینی و هوا و فضا با خوشه‌های برگ بلوط برنزی و نقره‌ای مشخص می‌شوند. مدال تقدیر نیروی دریایی و سپاه تفنگداران دریایی و مدال تقدیر گارد ساحلی، ستاره‌های طلایی و نقره‌ای هستند که نشان دهنده جوایز اضافی می‌باشند.